# 圣普朗泰尔
圣普朗泰尔（法語：Saint-Plantaire，法語發音：[sɛ̃ plɑ̃tɛʁ]）是法国安德尔省的一个市镇，位于该省东南部，属于拉沙特尔区。

## 地理
圣普朗泰尔（46°27'26"N, 1°40'13"E）面积34.07 平方千米，位于法国中央-卢瓦尔河谷大区安德尔省，该省份为法国中部省份，北起卢瓦-谢尔省，西北接安德尔-卢瓦尔省，西南接维埃纳省，南至克勒兹省和上维埃纳省，东临谢尔省。
与圣普朗泰尔接壤的市镇（或旧市镇、城区）包括：克罗藏、弗雷斯利讷、屈济永、埃居宗-尚托姆、加尔日莱斯-当皮埃尔、卢杜埃圣米歇尔、奥尔塞讷。

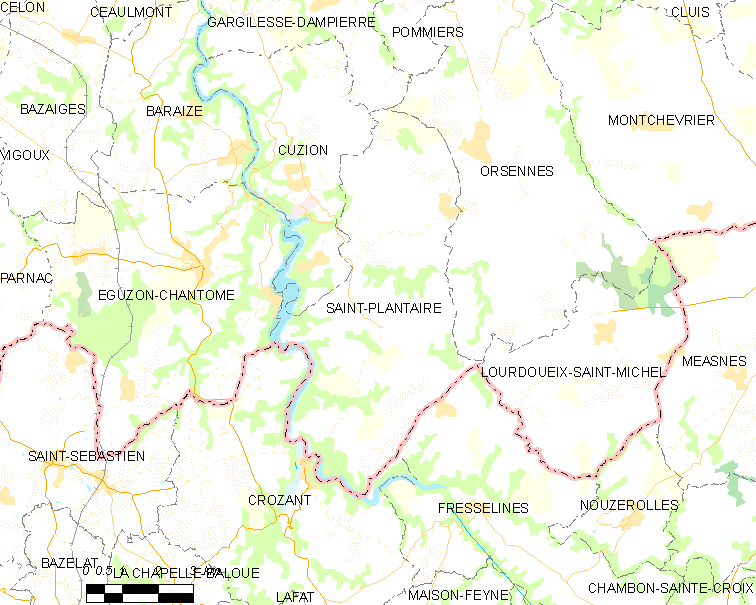
圣普朗泰尔的OSM定位图

圣普朗泰尔的时区为UTC+01:00、UTC+02:00（夏令时）。

## 行政
圣普朗泰尔的邮政编码为36190，INSEE市镇编码为36207。

## 政治
圣普朗泰尔所属的省级选区为讷维圣塞皮尔克县。

## 人口

1962-2008年间圣普朗泰尔人口变化图示

圣普朗泰尔于2022年1月1日时的人口数量为602人。